# Roman Warszewski
Roman Warszewski (ur. 1959 w Elblągu) – polski dziennikarz, pisarz i podróżnik.
Autor wielu książek, w tym kilku bestsellerów oraz laureat prestiżowych nagród. Jest również autorem scenariuszy i realizatorem dokumentalnych filmów telewizyjnych związanych z Ameryką Południową oraz honorowym członkiem Centrum Medycyny Tradycyjnej (CIMT) w Limie i międzynarodowego stowarzyszenia Exploraciones Pantiacolla. Zna kilka języków obcych, w tym narzecze keczua z sierry Ekwadoru, Peru i Boliwii. Był stypendystą fundacji German Marshall Fund oraz Komisji Wspólnot Europejskich.

## Życiorys
Wielokrotnie przebywał w Ameryce Południowej. Pracował w redakcjach „Dziennika Bałtyckiego”, „Głosu Wybrzeża”, „Ilustrowanego Kuriera Polskiego”, a obecnie pełni funkcję redaktora naczelnego miesięcznika „Żyj długo”. Jest autorem wielu książek reportażowych, a także współpracował z miesięcznikiem „Nieznany Świat”, pod którego patronatem w 1998 roku zorganizował wyprawę na płaskowyż Marcahuasi w Peru. Jej pokłosiem stała się książka Marcahuasi – kuźnia Bogów. W 1999 roku wraz z Grzegorzem Rybińskim opublikował książkę Vilcacora leczy raka, która przez wiele miesięcy gościła na czołowych pozycjach list bestsellerów i rozeszła się w przeszło trzystutysięcznym nakładzie. Jest również pomysłodawcą nazwy vilcacora dla czepoty puszystej.
W roku 2007 zorganizował wyprawę do wysokogórskiego, długowiecznego plemienia Indian Q’ero, żyjącego w peruwiańskich Andach, a w roku następnym ekspedycję Vilcabamba-Vilcabamba, w czasie której odwiedził Vilcabambę – ostatnią stolicę Inków w Peru oraz Vilcabambę ekwadorską. W roku 2009 odbył wyprawę Tupac Amaru Expedition, w czasie której – wraz z Arkadiuszem Paulem i Jarosławem Molendą – jako pierwszy Polak dotarł do najwyżej położonych ruin inkaskich na przełęczy Puncuyoc oraz odnalazł ślady nieznanych ruin prekolumbijskich w Urpipata (Peru).
Jest twórcą polskiej nazwy słynnej południowoamerykańskiej rośliny leczniczej – Vilcacora, jak również współrealizatorem filmów dokumentalnych: Życie dla życia, Marcahuasi – góra kamiennych gigantów i Preparaty Ojca Szeligi.
W 2024 otrzymał Brązowy Medal „Zasłużony Kulturze Gloria Artis” oraz Nagrodę Bursztynowego Motyla im. A. Fiedlera za książkę: "Pierwsza wojna polsko-indiańska. (Ameryka Łacińska w pół drogi)."

## El Dorado
Jego hipoteza mówi, że legendarne miasto El Dorado nie istnieje w świecie materialnym, a jedynie psychicznym i jego wizje powstają w umysłach ludzi po spożyciu halucynogennej rośliny ayahuaski (Banisteriopsis caapi). Dokładnie hipotezę na ten temat opisał w książce: Tajna misja – El Dorado. Ayahuaskowa teoria El Dorado stała się m.in. inspiracją dla książki podróżnika Macieja Kuczyńskiego pt. Wodospad.